# رکوردز ۳۰۷۱۸
سیارک ۳۰۷۱۸ (به انگلیسی: 30718 Records، نامگذاری:1955RB1) سی هزار و هفتصد و هجدهمین سیارک کشف شده‌است که در ۱۴ سپتامبر ۱۹۵۵ کشف شد.